# Pascual Saco Oliveros
Juan Pascual Saco Oliveros (Lambayeque, ¿1795?‐Lima, 1868), fue un militar y político peruano.

## Biografía
Nació en Lambayeque en el año 1795 (la fecha exacta se desconoce), sus padres se llamaron José Saco Goriel y Agustina Oliveros y Sotomayor.
Fue comandante general de la división de caballería que propagó en los principios de la emancipación y el 27 de septiembre de 1820 logró que la fracción del batallón español Numancia, que se hallaba de guarnición en Lambayeque se pasase a las filas de los independientes, esto fue un hecho decisivo para la independencia del norte peruano.
Nombrado jefe de ella, se presentó con sus efectivos al Cuartel General de Huaura, poniéndolos a disposición de San Martín. El 28 de julio de 1821, entró a Lima, como capitán de la 2.ª campaña de intermedios (1823) y en su condición de tercer jefe del Regimiento de Húsares de Junín, asistió a la batalla del Portete de Tarqui, en 1829, en el conflicto contra la Gran Colombia. En 1832, fue elevado a la clase de coronel guardado y el 24 de mayo de 1834 a efectivo.
En 1835, fue comandante general de la división de caballería, jefe del estado mayor y general del Ejército del sur, prefecto de Junín; intendente del Callao y segundo gobernador de plaza (1834). Estuvo al lado de Luis José de Orbegoso y Andrés de Santa Cruz en las acciones de Guía, Buin y Yungay, contra la expedición chilena para destruir la Confederación Perú-Boliviana (1838‐1839).
En 1841 hizo la campaña contra Bolivia como primer jefe de regimiento de Lanceros de la Frontera, asistiendo a la derrota peruana de Ingavi, siendo nombrado posteriormente jefe de la caballería y prefecto de Puno. En 1843 y 1844, fue vocal y presidente de la junta de reforma. De 1845 a 1852, sirvió como inspector General del Ejército, hasta junio en que fue nombrado vocal de la Corte Suprema Marcial, en reemplazo del mariscal Riva Agüero. Fue ministro de Guerra y de Hacienda en el gobierno de José Rufino Echenique. En 1855 volvió a ser inspector General del Ejército; presidente de la Junta Calificadora, y de la Junta de Oficiales del Ejército durante el combate del Callao de 2 de mayo de 1866 que consolidó definitivamente la independencia peruana.
El coronel Pascual Saco Oliveros falleció en la ciudad de Lima el 8 de enero de 1868 a los 71 años; el 26 de diciembre de 1927 sus restos fueron trasladados del Cementerio Presbítero Matías Maestro donde había sido enterrado al morir, al Panteón de los Próceres, donde descansan quienes lucharon por la independencia del Perú.